# Ústredňa Židov
Ústředňa Židov (zkr. ÚŽ, neboli “Židovská centrála") byla židovská rada (něm. Judenrat) se sídlem v Bratislavě.

## Funkce
V době tzv. Slovenského státu ovládaném silami Osy byla pro tamní židovskou komunitu nuceně zavedena nacistická správa vedoucí k holokaustu na Slovensku.
Ústredňa Židov byla vytvořena z rozhodnutí důstojníka SS Dietera Wislicenyho. První vedoucí ÚŽ, Heinrich Schwartz, byl odvolán poté, co odmítl požadavky nacistů. Na jeho místo nastupuje Arpad Sebestyen, který se však také neosvědčil. Kolaborantský odbor pro zvláštní záležitosti, vedený Karolem Hochbergem, pomáhal úřadům s konfiskacemi židovského majetku a shromažďování informací, které vedly k zatýkání a deportacím židovských občanů. Přesto se většina členů ÚŽ zasadila o povzbuzení emigrace a zlepšení každodenního života Židů, kteří zůstali na Slovensku, i když tyto snahy narážely na mnohá omezení a stále se snižující možnosti komunity.
Ústredňa Židov se snažila bránit deportacím obyvatel korupcí státních úředníků. Židům propuštěným z práce poskytovala rekvalifikační školení a snažila se zlepšit úděl pracovních táborů pro Židy na Slovensku.
Pod ochranou ÚŽ fungovala tajná organizace Pracovní skupina, která převzala kontrolu nad ÚŽ v prosinci 1941. Od svého vzniku v roce 1942 používala ÚŽ jako zástěrku pro své ilegální záchranné akce.
Po německé invazi na Slovensko v srpnu 1944 byla Ústredňa Židov zrušena a řada jejích členů zatčena a deportována do koncentračních táborů.